# Шагинян, Мариэтта Сергеевна
Мариэ́тта Серге́евна Шагиня́н (21 марта [2 апреля] 1888, Москва, — 20 марта 1982, там же) — советская писательница армянского происхождения, поэтесса и прозаик, искусствовед, журналистка, историограф.
Герой Социалистического Труда (1976), член-корреспондент АН Армянской ССР. Лауреат Сталинской премии третьей степени (1951) и Ленинской премии (1972).

## Биография
Мариэтта Шагинян родилась в Москве в семье врача Старо-Екатерининской больницы, приват-доцента кафедры диагностики внутренних болезней Императорского Московского университета Сергея (Саркиса) Давыдовича Шагиняна (1860—1902) и его жены Пепронии Яковлевны Шагинян (урождённой Хлытчиевой, во втором браке Болдыревой; 1867—1930).
Получила полноценное домашнее образование, училась в частном пансионе, затем — в гимназии Ржевской. В 1902—1903 годах училась в Екатерининской женской гимназии в Нахичевани-на-Дону. В 1906—1915 годах сотрудничала в московской печати. В 1912 году окончила историко-философский факультет Высших женских курсов В. И. Герье.
В том же году побывала в Санкт-Петербурге, познакомилась и сблизилась с З. Н. Гиппиус и Д. С. Мережковским, к которым относилась с восторгом, и жила у них как «послушница». Потом разочаровалась в них, написала резкую рецензию на роман Гиппиус «Чёртова кукла» (1911) и вернулась в Москву.
В 1912—1914 изучала философию в Гейдельбергском университете. В 1915—1919 годах М. С. Шагинян была корреспондентом газет «Приазовский край», «Черноморское побережье», «Трудовая речь», «Ремесленный голос», «Кавказское слово», «Баку».
В 1915—1918 годах жила в Ростове-на-Дону, преподавала в местной консерватории эстетику и историю искусств.
Шагинян с энтузиазмом приняла Октябрьский переворот, который восприняла как событие христианско-мистического характера[прояснить]. В 1919—1920 годах работала инструктором Доннаробраза и директором 1-й прядильно-ткацкой школы. Затем переехала в Петроград, в 1920—1923 годах была корреспондентом «Известий Петроградского Совета» и лектором института истории искусства. В 1922—1948 годах работала специальным корреспондентом газеты «Правда» и одновременно несколько лет специальным корреспондентом газеты «Известия». В 1927 году переехала в Армению, где прожила пять лет. С 1931 года жила в Москве.
В 1930-х годах окончила Плановую академию Госплана имени В. М. Молотова (изучала минералогию, прядильно-ткацкое дело, энергетику), работала лектором, инструктором ткацкого дела, статистиком, историографом на ленинградских фабриках, годы Великой Отечественной войны провела на Урале корреспондентом газеты «Правда». В 1934 году на Первом съезде советских писателей была избрана членом правления СП СССР.
А. Щербаков писал Молотову в письме от 21 сентября 1935 года: «В беседе со мной Шагинян заявила: „Горького вы устроили так, что он ни в чём не нуждается, Толстой получает 36 тысяч рублей в месяц. Почему я не устроена так же?“…».
В 1937 году выступила в «Литературной газете» со статьёй «Чудовищные ублюдки», обличая бывших руководителей партии, обвинённых в создании подпольного параллельного троцкистского центра: «Мы, жители советской страны, уничтожаем чудовищных ублюдков, пытавшихся наступить ногами на тело многомиллионного разбуженного, растущего к счастью и знанию великого советского народа!».
В 1930-х годах Мариэтта Шагинян около четырёх лет жила в Ульяновске, где изучала документы, связанные с педагогической деятельностью И. Н. Ульянова и семьи Ульяновых. Были написаны книга «Билет по истории» («Семья Ульяновых») и роман «Первая всероссийская».
Несколько лет была депутатом Моссовета. Доктор филологических наук (1941, получила степень за книгу о Т. Г. Шевченко). Член ВКП(б) с 1942 года. Член-корреспондент АН Армянской ССР (1950).
В «Новом мире» № 2, 1954 года критик Михаил Лифшиц опубликовал памфлет «Дневник Мариэтты Шагинян», посвящённый анализу её только что опубликованного дневника. Прочитав рукопись в конце 1953 года, Твардовский сказал Лифшицу: «Ты сам не знаешь, что написал!». Лифшиц ответил: «Знаю и могу представить себе даже некоторые последствия». Эта публикация произвела большой скандал в литературном мире.
В 1964 году говорила В. Я. Кирпотину: «Сталин никого не сажал напрасно».
Состояла в переписке с М. Сусловым.

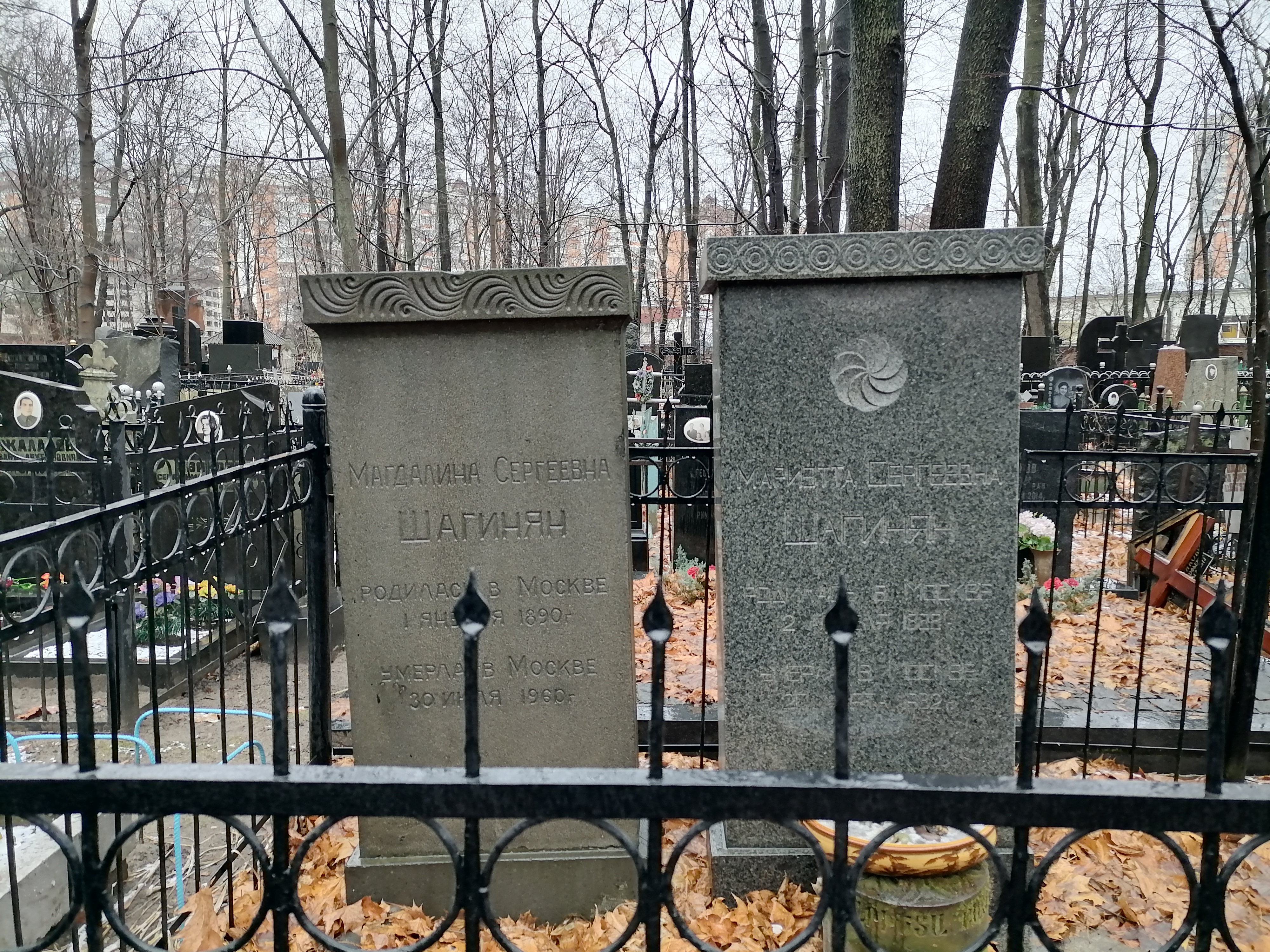
Могила на Армянском кладбище

Умерла 20 марта 1982 года в Москве. Похоронена на Армянском кладбище (филиал Ваганьковского кладбища) в Москве.

## Литературное творчество
Литературной деятельностью занималась с 1903 года. Начинала с символистских стихов. Опубликовала свыше 70 книг романов, повестей, рассказов, очерков, стихов и около 300 печатных листов статей, рецензий, докладов. Опубликовала книги стихов «Первые встречи» (1909), «Orientalia» (1913, вышло 7 изданий), затем книги рассказов «Узкие врата» (1914), «Семь разговоров» (1915). В то время публика ставила её выше Марины Цветаевой.
В это же время Мариэтта Шагинян увлеклась творчеством Гёте, и в 1914 году на 10 дней поехала в Веймар. «Это путешествие за десять дней до 1 августа 1914 года было последним этапом культурнического идолопоклонства; в него неожиданно ворвалась политика», — записала она потом в своём дневнике. По дороге обратно в Россию, будучи проездом в Цюрихе, она написала очерковую книгу «Путешествие в Веймар».
В 1922—1923 годах написала и выпустила повесть «Перемена». Максим Горький писал Вениамину Каверину: «За её роман „Перемена“ ей следовало бы скушать бутерброд с английскими булавками».
В книге «Приключение дамы из общества» писательница показывает перелом в сознании русской интеллигенции под влиянием Великой Октябрьской социалистической революции. В 1923—1925 под псевдонимом «Джим Доллар» опубликовала серию агитационно-приключенческих повестей «Месс-Менд», имевшую большой успех. В 1928 году опубликовала своеобразное литературное произведение — «роман-комплекс» «К и к» (расшифровывается «Колдунья и коммунист»), объединивший разные жанры — «от поэмы до доклада».
В 1930—1931 писала роман «Гидроцентраль», явившийся результатом проведённых ею лет на строительстве Дзорагетской ГЭС (советская Армения).
Как отмечал Лев Колодный: «На двадцать с лишним лет была изъята из библиотек книга М. Шагинян „Семья Ульяновых“, а сама она, по её признанию, „порядком пострадала“ из-за того, что открыла калмыцкое начало в роде отца Ленина, чем воспользовались немецко-фашистские газеты в 1937 году».
В годы Великой Отечественной войны М. С. Шагинян опубликовала книгу публицистических статей «Урал в обороне» (1944), в послевоенные годы — книгу «По дорогам пятилетки». Перу М. С. Шагинян принадлежат работы, посвящённые творчеству Т. Г. Шевченко, И. А. Крылова, И. В. Гёте, Низами, Й. Мысливечека и др. В конце жизни написала мемуары «Человек и время». Литературные портреты У. Блейка, С. В. Рахманинова, В. Ф. Ходасевича, Г. Б. Якулова.
Систематически выступала против реформ русского языка: на символистском салоне Мережковских против реформы 1918 года, а в 1964 против проекта реформы с такими словами: «двадцать лет я покупала хлеб в булочной на правой стороне Арбата, и с чего это я теперь буду ходить на левую?»
Литературный оппортунизм Шагинян неоднократно становился предметом насмешек со стороны писателей и критиков:

…конечно, всегда будут такие авторы, как Марьетта Шагинян, которая начала с того, что писала стихи:
В эту ночь от Каспия до Нила
Девы нет, меня благоуханней,
а кончила книжкой в честь Берия, и тем, что всю ночь читала Ленина.— Гайто Газданов. Выступление на радио «Свобода». 8/9 января 1971 / Собр. соч. Том 4, с. 389. М., 2009

## Семья
- Муж — Яков Самсонович Хачатрянц (1884—1960), филолог, переводчик с армянского языка («Армянские новеллы» Александра Ширванзаде, Нар-Дос, Стефан Зорян, Ованес Туманян).
  - Дочь — Мирэль Яковлевна Шагинян (17.05.1918 — 24.02.2012), живописец, член Союза художников СССР.
    - Внучка — Елена Викторовна Шагинян (род. 1941), кандидат биологических наук.
    - Внук — Сергей Викторович Цигаль (род. 1949), художник-график, член Московского Союза художников.
      - Правнучка — Мариэтта Цигаль-Полищук (род. 1984), актриса театра и кино.
- Сестра — Магдалина Сергеевна Шагинян (1892—1961), художница-портретистка.
- Двоюродный брат (сын сестры матери, Елены Яковлевны Хлытчиевой) — Ерванд Геворгович Когбетлянц, математик и инженер[24].
- Дед — купец первой гильдии, гласный нахичеванской городской думы Яков Матвеевич Хлытчиев.

## Адреса в Петрограде
- 1920—1923 — ДИСК — проспект 25-го Октября, 15.

### Адреса в Москве
- 1936—1961 — Арбат, 45/24 стр. 1 (мемориальная доска открыта в 1989 году)[25].
- 1962—1982 — ЖСК «Советский писатель»: Красноармейская улица, д. 23[26][27][28].

## Награды и премии
- Сталинская премия третьей степени (1951) — за книгу очерков «Путешествие по Советской Армении» (1950)
- Ленинская премия (1972) — за тетралогию «Семья Ульяновых»: «Рождение сына» (1937, переработанное издание 1957), «Первая Всероссийская» (1965), «Билет по истории» (1937), «Четыре урока у Ленина» (1968) и очерки о В. И. Ленине
- Герой Социалистического Труда (03.05.1976)
- два ордена Ленина (13.03.1967; 03.05.1976)
- орден Октябрьской Революции (02.07.1971)
- два ордена Трудового Красного Знамени (31.01.1939; 15.04.1958)
- орден Трудового Красного Знамени Армянской ССР (1932)
- орден Дружбы народов (31.03.1978)
- орден Красной Звезды (23.09.1945)
- орден «Знак Почёта» (08.08.1943)
- медали
- Большая золотая медаль ЧССР — за книгу «Воскрешение из мёртвых» (1964)

## Избранная библиография
- «О блаженстве имущего. Поэзия З. Н. Гиппиус» (1912)
- «Orientalia» (1913)
- «Две морали» (1914)
- Семь разговоров. Пгр., 1916
- «Своя судьба» (1916; переработанная версия 1954) — роман, действие которого происходит в психиатрической лечебнице
- «Приключения дамы из общества» (1923)
- «Перемена» (1923)
- «Гидроцентраль» (1928; переработанная версия 1949) — роман, действие которого происходит на строительстве Дзорагетской ГЭС
- «Месс Менд, или Янки в Петрограде» (1924; переработанная версия 1956)
- «К и к» (1928)
- «Билет по истории» (1938; новая редакция 1970)
- сборник очерков «По Советской Армении» (1950)
- «Дневник писателя» (1953)
- книга очерков «Зарубежные письма» (1964)
- «Лениниана» (1937—1968)
- «Путешествие в Веймар» (1914; «Гёте» (1950))
- «Т. Шевченко» (1941)
- «И. А. Крылов» (1944)
- «Этюды о Низами» (1955)
- «Воскрешение из мёртвых» (1964)
- «Человек и Время» (1980)
- Шагинян, М. С. Иозеф Мысливечек. — М. : Молодая гвардия, 1968 (1983). — 320 с. — (ЖЗЛ; Вып. 450). — 100 000 (100 000) экз.
- Шагинян, М. С. «...Религии проходят» // Вопросы научного атеизма. Вып. 22 / Редкол. А. Ф. Окулов (отв. ред.); Акад. обществ. наук ЦК КПСС. Ин-т научного атеизма. — М.: Мысль, 1978. — С. 306—314. — 319 с. — 23 000 экз.

### Переводы
- Поэма Низами «Сокровищница тайн»
- Роман Уилки Коллинза «Лунный камень»